# Bergallia australis
Bergallia australis är en insektsart som beskrevs av Marino de Remes Lenicov 1982. Bergallia australis ingår i släktet Bergallia och familjen dvärgstritar. Inga underarter finns listade i Catalogue of Life.